# Maputo (stacja kolejowa)
Maputo – stacja kolejowa w Maputo, w Mozambiku. Jest największą stacją kolejową w kraju. Posiada 4 perony.